# Leonardo Garzoni
Leonardo Garzoni (Venezia, 1543 – Venezia, 10 marzo 1592) è stato uno scienziato e gesuita italiano della repubblica di Venezia.

## Biografia
Nato a Venezia dalla famiglia patrizia dei Garzoni, intraprende gli studi di filosofia prima del 1565.
Nel 1566 si unisce ad una congregazione di sacerdoti gravitante attorno al collegio di Brescia e i cui membri entreranno nella Compagnia di Gesù tra il 1567 e il 1568.
Nel 1568 è lettore di logica nel collegio di Padova e sempre a Padova nel 1573 frequenta il 3º anno del corso di teologia.
Il 9 giugno del 1579 professa i 4 voti a Brescia e quello stesso anno risulta residente nella casa professa di Venezia, dove diventa confessore e consultore del preposito e del provinciale.
La sua opera principale è Due trattati sopra la natura, e le qualità della calamita.

## Due trattati sopra la natura, e le qualità della calamita

### Valore dell'opera
Composti intorno al 1580, sono il primo esempio noto di trattazione moderna dei fenomeni magnetici. Mai pubblicati, ebbero però una larga diffusione in forma manoscritta, come testimonia ad esempio Niccolò Cabeo nella sua Philosophia Magnetica.
Oltre al valore intrinseco dell'opera, i Trattati costituiscono un argomento di notevole interesse perché da essa dipendono non solo la citata Philosophia Magnetica, dove Cabeo si limita di fatto a risistemare il materiale garzoniano, ma anche il capitolo della Magia Naturalis di Giovanni Battista Della Porta dedicato al magnetismo e, sebbene in forma più indiretta, il De Magnete di William Gilbert. Nel caso di Della Porta il plagio era già stato denunciato da Cabeo e da Niccolò Zucchi.

### Primo trattato
Il primo trattato, di carattere teorico, è suddiviso in 17 capitoli e contiene la descrizione dei fenomeni magnetici all'epoca noti, un'analisi e critica delle opinioni correnti ed infine l'esposizione e la giustificazione della teoria dell'autore.
Il secondo trattato, di carattere sperimentale, contiene la descrizione di un certo numero di esperimenti, presentati sotto forma di 90 conclusioni e relativi 39 corollari.
Nel primo trattato vengono indagati i moti magnetici: il moto di rotazione per mezzo del quale una calamita si volge ai Poli e il moto di rotazione e traslazione per mezzo del quale essa interagisce con una seconda calamita, o con il ferro. Avendo stabilito che questi sono moti naturali, finalizzati al ben situarsi della pietra, l'autore riconduce lo studio dei moti allo studio del motore interno, o forma della calamita, da cui essi provengono, e dello strumento, denominato qualità delle due facce, di cui la forma si serve per porli in atto. Secondo la teoria di Garzoni la qualità delle due facce, propria della calamita, può essere acquisita dal ferro per mezzo di una qualità simile, o qualità di una faccia. Una volta magnetizzato, il ferro si comporta come una calamita.
L'aspetto più interessante della trattazione teorica sta nella descrizione di come la qualità magnetica, o polarizzazione, muova la calamita e di come alteri lo spazio ed i corpi ad essa circostanti, nei quali si diffonde virtualmente lungo precise linee di diffusione, che Garzoni arriva a determinare per via sperimentale. In tale contesto viene discussa la differente reazione dei corpi non magnetici e del ferro posti nella sfera di diffusione della qualità virtuale.
Notevoli sono anche la spiegazione della doppia natura della qualità magnetica e la proposta di soluzione del problema della collocazione dei Poli magnetici geografici.

### Secondo trattato
Il secondo trattato si apre con un esperimento sull'allineamento della calamita ai Poli seguito da alcune osservazioni sull'interazione tra calamite e tra calamita e ferro. Una lunga serie di esperimenti è quindi dedicata alla trasmissione della qualità magnetica e alla disposizione della polarità dentro e fuori la pietra. I risultati sono ottenuti magnetizzando corpi di differenti forme e dimensioni, tra i quali la limatura di ferro. Gli esperimenti più interessanti riguardano la diffusione della qualità esterna, che l'autore indaga con l'ausilio di aghi magnetici posti nella sfera d'azione della calamita, in ogni punto della quale essi mostrano direzione e verso della qualità diffusa. La configurazione così ottenuta, e coincidente con quella teorizzata nel primo trattato, è illustrata da interessanti disegni. Seguono esperimenti sul comportamento del ferro nel raggio d'azione di più calamite, sull'interazione tra ferri, magnetizzati e non, sulla magnetizzazione spontanea e sulla perdita di magnetizzazione.